# Chefs
Chefs est une série télévisée française créée par Arnaud Malherbe et Marion Festraëts, diffusée du 11 au 25 février 2015 et du 23 novembre au 14 décembre 2016 sur France 2 et qui se déroule dans le milieu de la cuisine. 
Au Canada, la série sera proposée dès le 6 novembre 2019 sur la plateforme ICI TOU.TV. 
En Belgique, la série est proposée dès le 30 décembre 2019 sur RTLplay.  

## Synopsis
Le Chef, figure de la cuisine française et patron du restaurant Le Paris, intègre chaque année dans sa brigade un jeune délinquant en probation. Romain, tout juste sorti de prison, débarque dans ce nouvel univers où se mêlent gastronomie et excellence. Après une intégration difficile, il montre un véritable talent de cuisinier et gravit les échelons.

## Distribution

### Acteurs principaux
- Clovis Cornillac : Le Chef
- Hugo Becker : Romain
- Anne Charrier : Delphine Remi, directrice du restaurant
- Nicolas Gob : Yann, second du chef
- Robin Renucci : Monsieur Édouard, propriétaire du restaurant
- Joyce Bibring : Charlène, cuisinière
- Zinedine Soualem : Karim, maître d'hôtel
- Anthony Pho : Woo, cuisinier
- Jean Bediebe : Souleimane, plongeur
- Laurent Ménoret : JC, chef pâtissier

### Rôles secondaires
- Annie Cordy : Léonie, tante de Romain (épisodes 1 à 4 et 6)
- Étienne Chicot : Walter, serrurier malfaiteur (épisodes 1 à 3 et 6)
- Juliette : Angélique, agent de probation de Romain (épisodes 1 à 3)
- Max Morel : Lucien, fournisseur contrebandier du chef (épisodes 1 à 4)
- Louise Corcelette : Louise la baby-sitter de la fille de Charlène (épisodes 1 à 3 et 5)
- Laura Malvarosa : la mère de Romain (épisodes 1, 2 et 4 à 6)
- Mickaël Jachimiak-Duffner : Romain enfant (épisodes 1, 3 et 6)
- Ariane Séguillon : inspecteur Laporte
- Éric Berger : inspecteur Moreno
- Agustin Galiana : Esteban
- Zita Hanrot :	Nadia
- Leslie Medina : Clara
- Pierre Dourlens : Georges Baron
- M'Barek Belkouk : Aziz
- Sara Mortensen : Cindy
- Philippe Nahon : Marcel
- Saïd Amadis : l'émir
- Patrick Rocca : Renard
- Lilou Fogli :La journaliste TV
- Tassadit Mandi : la mère de Karim
- Olivier Bouana : l'avocat des sœurs Couderc
- Chantal Garrigues : Solange Couderc
- Nicole Shirer : Geneviève Couderc
- Thomas VDB : le capitaine de police
- Claudine Acs : Simone, la mère du chef
- Olivier Perrier : Henri, le père du chef
- Ludmila Mikaël : la mère de Delphine
- Bruno Lochet : Gérard
- Jérôme Le Banner : Le Gros
- Adama Niane : Victor
- Gen Shimaoka : Matsumoto
- Julien Boisselier : Philippe Gauthier
- Myriam Boyer : La Mère Guy
- Roger Cornillac : Le SDF
- Adama Niane : Victor
- Christian Bouillette : Jeannot
- Lionel Tua : Yann, le banquier

## Production

### Développement
Xavier Matthieu, le producteur (CALT), Arnaud Malherbe et Marion Festraëts, les créateurs, proposent à Thierry Sorel, directeur de la fiction de France 2, une série sur la gastronomie. L'idée leur est venue en regardant un documentaire sur la brigade d’un grand restaurant. L'univers de la gastronomie, pan de la culture française, avait été pourtant très rarement utilisé dans la fiction, au contraire des séries policières.
Pour préparer l'écriture de la série, les créateurs et scénaristes se rendent dans les cuisines de plusieurs grands chefs cuisiniers tels que William Ledeuil, Pierre Gagnaire ou Guy Savoy. Ils utilisent de vraies anecdotes pour nourrir leur scénario. Le chef David Toutain forme les comédiens au travail en cuisine et réalise les recettes des plats figurant au scénario. À la manière des séries américaines, le créateur Arnaud Malherbe devient le showrunner, garant de l’identité de la série.
Lorsque Clovis Cornillac se voit proposer le premier rôle, il hésite, considérant que « la télé était moins noble que le cinéma ». Mais finalement, séduit par le scénario et en confiance avec les producteurs, il accepte le rôle. Pour rentrer dans la peau de son personnage, Cornillac passe des heures dans les cuisines de son ami cuisinier Thierry Marx. Afin de coller à la réalité de la cuisine, les producteurs engagent des figurants ayant une expérience en cuisine, et intègrent de véritables cuisiniers.
En février 2015, lors de la diffusion de la première saison, les grandes lignes de la deuxième saison sont déjà définies. Clovis Cornillac et Anne Charrier ont d'ores et déjà annoncé leur intention de reprendre leurs personnages. La seconde saison de huit épisodes est annoncée en mars 2016 la veille du tournage. Clovis Cornillac s'implique encore plus dans la série en réalisant la moitié des épisodes de la saison. Les acteurs principaux sont de retour et sont rejoints par d'autres comme Julien Boisselier, Philippe Nahon, Bruno Lochet, Myriam Boyer et Ludmila Mikaël.
L'audience moyenne de la deuxième saison rend peu probable la réalisation d'une troisième saison.

### Tournage
Le tournage de la première saison s'est déroulé de mi-septembre à décembre 2013, en partie dans la salle du restaurant Citrus Étoile à Paris et en studio pour les scènes de cuisine, dans un décor entièrement fonctionnel réalisé par Patrick Durand et Fanny Stauff. Sur le plateau, installé dans les studios de Bry sur Marne, une seconde cuisine permet de préparer les recettes qu'on voit à l'écran. Le cuisinier Antoine Michelson, second du chef étoilé David Toutain – un macaron au Guide Michelin 2015 – réalise les plats élaborés par David Toutain d'après les recettes du scénario. Le tournage s'est aussi effectué chez Frédéric Simonin.
Le tournage de la seconde saison démarre le 8 mars 2016 à Paris et en Île-de-France.

### Fiche technique
- Titre original : Chefs
- Création : Arnaud Malherbe et Marion Festraëts
- Réalisation : Arnaud Malherbe
- Scénario : Arnaud Malherbe, Marion Festraëts
- Photographie : Pierre-Yves Bastard
- Montage : Mike Fromentin (épisodes 1, 3 et 5), Floriane Allier (épisodes 2, 4 et 6)
- Musique : Olivier Daviaud, Flemming Nordkrog (saison 2)
- Décors : Patrick Durand
- Costumes : Mélanie Gautier
- Casting : Catherine Chevron
- Production : Xavier Matthieu
- Production déléguée : Jean-Yves Robin
- Sociétés de production : CALT, avec la participation de France Télévisions et TV5 Monde
- Sociétés de distribution : France 2
- Budget :
- Pays d'origine :  France
- Langue originale : français
- Format : couleur
- Genre : série culinaire
- Durée : 59 minutes

## Épisodes

### Première saison (2015)
La série est diffusée du 11 au 25 février 2015 sur France 2.
1. Épisode 1
2. Épisode 2
3. Épisode 3
4. Épisode 4
5. Épisode 5
6. Épisode 6

### Deuxième saison (2016)
Une deuxième saison, tournée en 2016, est diffusée du 23 novembre au 14 décembre 2016 sur France 2.
1. Épisode 1
2. Épisode 2
3. Épisode 3
4. Épisode 4
5. Épisode 5
6. Épisode 6
7. Épisode 7
8. Épisode 8

## Accueil

### Audiences
| Épisode | Diffusion       | Téléspectateurs | Parts de marché (sur les 4 ans et plus) | Classement des audiences de la soirée | Référence |
| ------- | --------------- | --------------- | --------------------------------------- | ------------------------------------- | --------- |
| 1       | 11 février 2015 | 4 313 000       | 16,5 %                                  | 1er                                   | [ 12 ]    |
| 2       | 11 février 2015 | 4 130 000       | 17,7 %                                  | 1er                                   | [ 12 ]    |
| 3       | 18 février 2015 | 3 760 000       | 14,4 %                                  | 2e                                    | [ 13 ]    |
| 4       | 18 février 2015 | 3 500 000       | 15,0 %                                  | 2e                                    | [ 13 ]    |
| 5       | 25 février 2015 | 3 940 000       | 15,4 %                                  | 2e                                    | [ 14 ]    |
| 6       | 25 février 2015 | 3 940 000       | 17,6 %                                  | 2e                                    | [ 14 ]    |

Légende :
- plus hauts chiffres d'audiences
- plus bas chiffres d'audiences

### Accueil critique
Pierre Langlais, de Télérama, est agréablement surpris du résultat, pensant même que la série pourrait devenir une référence pour la chaîne. Loin d'être une « comédie franchouillarde », la série est un « drame aux accents de thriller ». L'écriture et la mise en scène sont originales, les sentiments sont « exprimés avec intelligence », la cuisine ne sert pas simplement de prétexte. Les personnages sont bien écrits et bien incarnés : pour une fois « tout le monde joue juste » ; le rôle de Clovis Cornillac fait notamment penser à Gregory House.
Sylvain Merle, de Le Parisien, parle d'une série « 3 étoiles », « à dévorer sans modération ». Marjolaine Jarry, de L'Obs, salue une série non policière, le travail d'écriture, et trouve Clovis Cornillac flamboyant dans son rôle de chef surdimensionné.
Pour Les Inrockuptibles, la série est une bonne surprise. « On y trouve surtout un récit filial assez prenant qui débute quand un ex-taulard débarque au restaurant, entamant une relation ambiguë avec le chef. L’univers clos joue son rôle d’accélérateur à émotions, et les autres personnages ne sont pas délaissés, façonnant une série plus collective qu’elle n’en a l’air. Sûre de son cap, Chefs impose finalement sa maîtrise et son amour du travail bien fait. ».
Pour 20 minutes la recette est gagnante, « sombre et percutante grâce à des partis pris esthétiques assumés [...] : une originalité visuelle qui détonne d’emblée avec la majorité des polars télés [...], un parti-pris esthétique et la tonalité polar ».

### Récompenses
- Festival des créations télévisuelles de Luchon 2015[19] :
  - Prix de la Meilleure Série / Mini-Série par le public en salle
  - Prix ADAMI du meilleur espoir masculin pour Hugo Becker
  - Pyrénées d'or de la meilleure série/mini-série : Mention spéciale du jury